# 赫格爾沃爾特湖

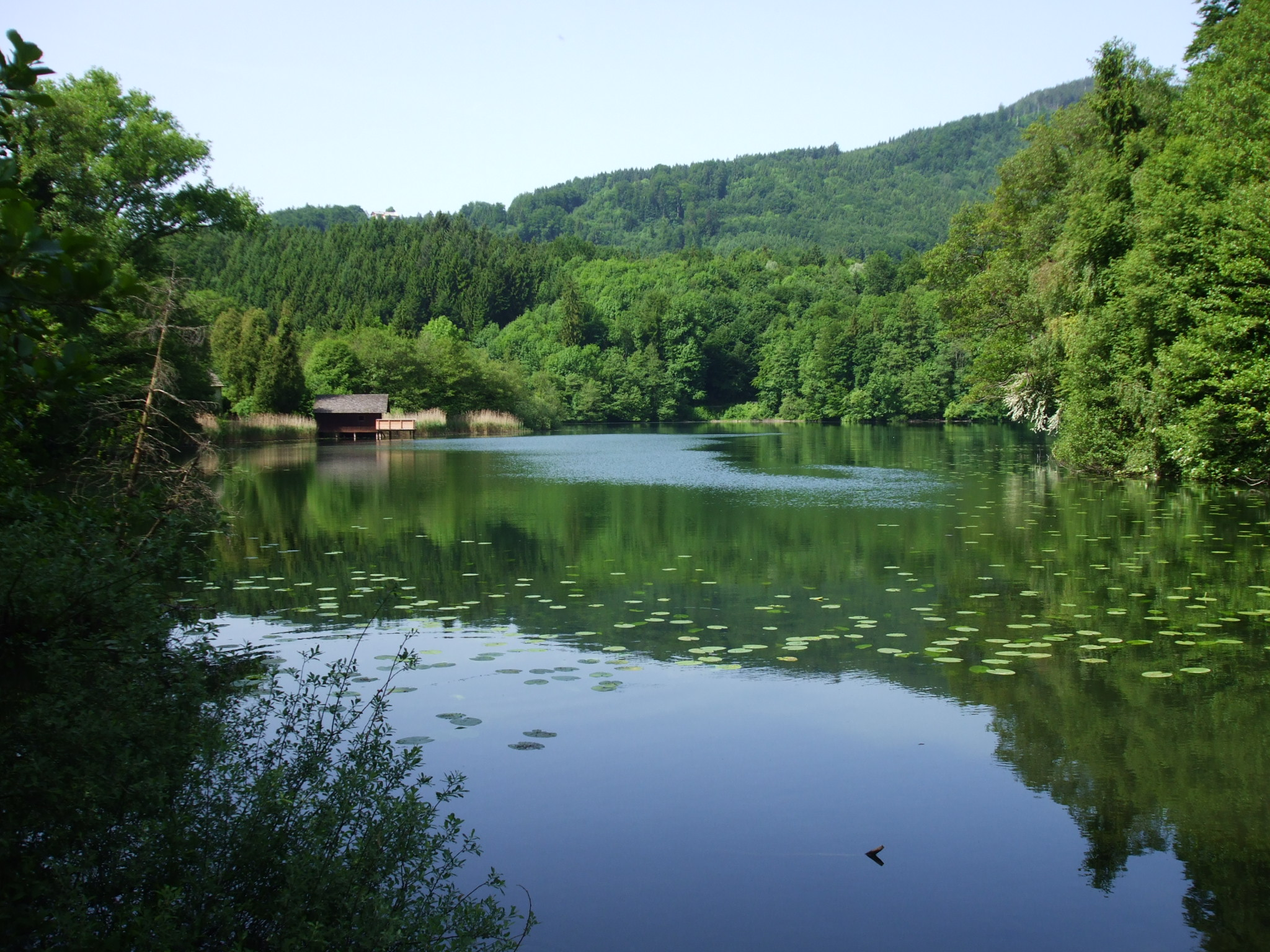

47°45′57″N 12°50′34″E / 47.76583°N 12.84278°E
赫格爾沃爾特湖（德語：Höglwörther See），是德國的湖泊，位於該國東南部，由巴伐利亞負責管轄，長0.5公里、寬0.4公里，面積0.14平方公里，海拔高度540米，平均水深8米，最大水深10米，水體容量43萬立方米。